# Gustav Adolf von Klöden
Gustav Adolf von Klöden né le 24 juin 1814 à Berlin et décédé le 11 mars 1885 était un géographe prussien. 
Il est devenu enseignant en 1840, mais est surtout connu pour son manuel de géographie (Handbuch der Erdkunde).
Une île du Svalbard porte son nom.